# Національний парк Манас
Національний парк Манас (англ. Manas National Park) — національний парк в індійському штаті Ассам, об'єкт Світової спадщини ЮНЕСКО. Житло рідкісного виду золотого лангура і значної популяції бенгальського тигра. Заболочені території життєво важливі для виживання швидко зникаючих щетинистого зайця і карликової свині. Також в заповіднику можна побачити індійського носорога, дикого буйвола, індійського слона, гаура (індійського бізона), болотяного оленя, індійського і димчастого леопардів. Парк — східна зона проживання читала і житло оленя замбара, також він має багату і різноманітну популяцію птахів. Головна його визначна пам'ятка — великий птах-носоріг.